# Чернівецька міська рада VIII скликання
Чернівецька міська рада (VIII скликання) — представницькій орган місцевого самоврядування Чернівців, сформований за результатами Місцевих виборів 2020 року.

## Результати виборів
Керівником Чернівецької міськради за результатами місцевих виборів у Чернівцях (2020) став підприємець Роман Клічук із результатом майже 60 %.

Щодо депутатського корпусу ради, то, за результатами волевиявлення чернівчан, перемогу отримали наступні політичні сили:
| № | Партія                   | Здобуто місць |
| - | ------------------------ | ------------- |
| 1 | Єдина Альтернатива       | 10            |
| 2 | Європейська солідарність | 6             |
| 3 | Слуга народу             | 5             |
| 4 | Пропозиція               | 6             |
| 5 | Народний контроль        | 5             |
| 6 | Рідне місто              | 3             |
| 7 | Команда Михайлішина      | 7             |

Окрім того в Чернівецькій міській раді утворено депутатську групу з гендерних питань «Рівні можливості» до якої увійшло 5 депутатів з різних фракцій

## Склад ради
Політична партія «Єдина альтернатива»

- Гринюк Сергій Миколайович
- Прокоп Тарас Ігорович заступник голови фракції
- Кирилюк Марина Василівна
- Абрам’юк Галина Йосипівна
- Білоус Дмитро Георгійович
- Білоскурський Руслан Романович
- Гуменна Катерина Юріївна
- Калмикова Наталія Іванівна
- Радчук Валентина Миколаївна - голова фракції

Політична партія «Європейська солідарність» 

- Бостан Сергій Іванович - голова фракції
- Максимюк Василь Сидорович
- Скрипа Ромео Титусович
- Скорейко Ганна Михайлівна
- Фрунзе Наталія Штефанівна
- Шалєєв Андрій Володимирович

Політична партія «Слуга народу» 

- Другановський Віталій Валерійович -  голова фракції
- Просяний Олексій Валентинович заступник голови фракції
- Зубжицька Оксана Петрівна
- Пікулін Олександр Сергійович
- Широкова Світлана Вікторівна

Політична партія «Пропозиція» 

- Руденко Степан Валерійович - уповноважений представник
- Каспрук Олексій Павлович
- Кавуля Андрій Васильович
- Сафтенко Юлія Костянтинівна
- Сідлецька Людмила Юріївна
- Шкурей Михайло Радувич

Політична партія «Громадський рух «Народний контроль» 
- Брус Яна Василівна - голова фракції
- Каглянчук Світлана Василівна
- Пшебишевська Наталія Богданівна
- Смандич Віталій Степанович
- Шевчук Валентин Григорович

Політична партія «Рідне місто» 

- Бешлей Володимир Васильович - уповноважений представник фракції
- Продан Василь Сафронович
- Чинуш Валерій Миколайович

Політична партія «Команда Михайлішина» 

- Добровольська Ірина Іванівна
- Олевич Аліна Анатоліївна
- Козак Сергій Якович
- Найдиш Валерій Миколайович
- Чесанов Анатолій Анатолійович
- Тимофєєв Денис Олександрович
- Бабюк Антоніна Анатоліївна

## Див.також
- Чернівецька міська рада VI скликання